# Belpberg
Belpberg BE là một đô thị trong huyện Bern-Mittelland, bang Bern, Thụy Sĩ. Đô thị này có diện tích km2, dân số thời điểm tháng 12 năm 2009 là 407 người. Làng này trong quá khứ dựa vào ngành nông nghiệp, nuôi bò sữa và chăn nuôi gia súc. Hiện nay có ít công việc tại địa phương, cư dân ở đây chủ yếu làm việc ở các thị xã gần đó, đặc biệt là Bern.